# Butterhuizen
Butterhuizen is een wijk in de plaats Heerhugowaard. Oorspronkelijk was het een buurtschap aan de N242, die voornamelijk uit lintbebouwing bestond. Maar door de groei van de stad Heerhugowaard werd er een wijk ten oosten van de buurtschap gebouwd die de gelijke naam verkreeg. De buurtschap Butterhuizen werd ook een tijd, tot begin van de twintigste eeuw, in het Nederlands Boterhuizen genoemd, later nam men de aan het plaatselijke dialect ontleende benaming over.
Eind jaren 80 is men begonnen met de bouw van de nieuwbouwwijk Butterhuizen. De wijk was eind 1994 klaar.
Butterhuizen kenmerkt zich vooral door het vele groen. Ook grenst de wijk aan twee parkjes, namelijk het Luipaardpark en het parkje aan de Keizerfazant. Naast de wijk bevindt zich een recreatiegebied. Dit recreatiegebied maakt deel uit van de stad van de zon. Ook zijn er plannen voor een uitbreiding van de wijk aan de zuidkant, wat op verzet van de buurt stuitte.
Ieder jaar vindt in het begin van juni het Rondje Butterhuizen plaats, de hardloopwedstrijd is het grootste terugkerende sportevenement van de gemeente Dijk en Waard.

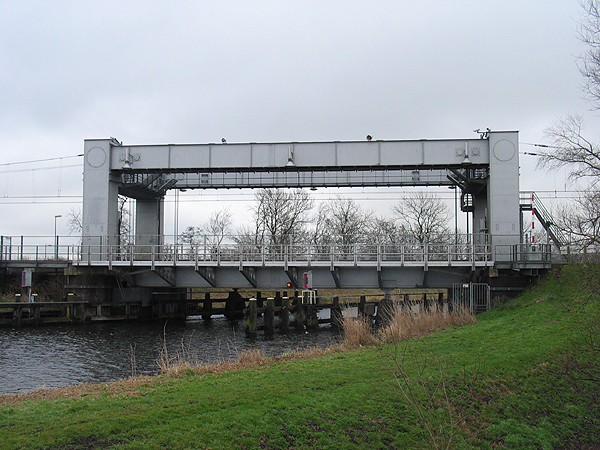
De Hefbrug Butterhuizen